# حسن منهاج
حسن منهاج (بالإنجليزية: Hasan Minhaj)‏ من مواليد 23 أيلول/سبتمبر 1985، هو ممثل كوميدي، معلق سياسي ومقدم برامج تلفزيّة أمريكي. ظهرَ في البداية من خِلال مجموعة من الأدوار الثانوية في بعضِ الأفلام الأمريكية قبل أن ينتقلَ للمُشاركة كمقدم لبرنامج ذا ديلي شو أو العرض اليومي من عام 2014 إلى 2018. زادت شُهرة منهاج بعدما تكلّم في ندوة عقدتها جمعية المراسلين في البيت الأبيض عام 2017؛ حينها تعرّف عليهِ الجمهور الأمريكي وصارَ أحد أبزر الكوميدين الساخرين في الولايات المتحدة. في نفسِ السنة؛ أعلنت نيتفليكس عن تعاقدها مع حسن من أجلِ تقديم برنامج الكوميديا الخاص به ملك الحفلة والذي بدأَ بثهُ فعلًا في 23 مايو من عام 2017 وتلقى مراجعات إيجابية من النقاد كما نالَ جائزة بيبودي في عام 2018. انتقلَ حسن إلى برنامج جديد يُدعى باتريوت مع حسن منهاج والذي بدأَ عرضهُ على شبكة نيتفليكس في 28 أكتوبر من عام 2018.

## الحياة المُبكّرة
تأتي أسرة منهاج الصغيرة منَ المسلمين الهنود وتعودُ أصوله لمدينة عليكرة في ولاية أوتار براديش في دولة الهند. هاجرَ والده منَ الهند إلى ديفيس في كاليفورنيا وهناكَ وُلد حسن وترعرع كما درس في نفس المدينة فيما تكلّف والده الذي كانَ يعملُ كصيدلي تمويله. عادت والدته إلى الهند لمدة ثماني سنوات لإكمال دراستها في كلية الطب ثمّ زارت الولايات المتحدة مُجددًا وذلك بعد ثلاث سنوات من ولادة أخته في عام 1989. لم يكن يعرفُ حسن أنّ له شقيقة إلّا عندما بلغَ الثامنة من عمره حينما عادت والدته وشقيقته من الهند إلى كاليفورنيا. بالإضافة إلى اللغة الإنجليزية؛ حسن يُجيد التحدث باللّغة الهندية والأردية أمّا أخته عائشة منهاج فصارت محامية في منطقة خليج سان فرانسيسكو.

## المسيرة المهنية
حضرَ منهاج جامعة كاليفورنيا في ديفيس حيث تخصص في العلوم السياسية. خلال دراسته الجامعيّة؛ أصبحَ حسن مهتمًا بالكوميديا وقد تأثر بالكوميدي الآخر كريس روك فبدأ دراسة الكوميديا في سان فرانسيسكو. بدأ منذ عام 2008 العمل ككوميدي في الخفاء حيثُ عمل رفقة كات ويليامز، بابلو فرانسيسكو وَغابرييل ايغليسياس كما عمل لبعض الوقت في موقع نينغ وهي تجربة علّمتهُ الكثير كما صرّح في إحدى الخرجات الصحفيّة. انتقلَ منهاج في عام 2009 إلى لوس أنجلوس للمشاركة في برنامج هيئة الإذاعة الوطنية الوقوف على التنوع. انتقل حسن للعمل على منصّة يوتيوب ثمّ ظهر في عام 2013 في دور ثانوي في مسلسل عائلة بلوث. عمل حسن على مسلسل ويب حمل اسمَ الحقيقة مع حسن منهاج منذ عام 2014 كما شاركَ في ذات العام في فيديو لعبة الصرخة البعيدة 4.

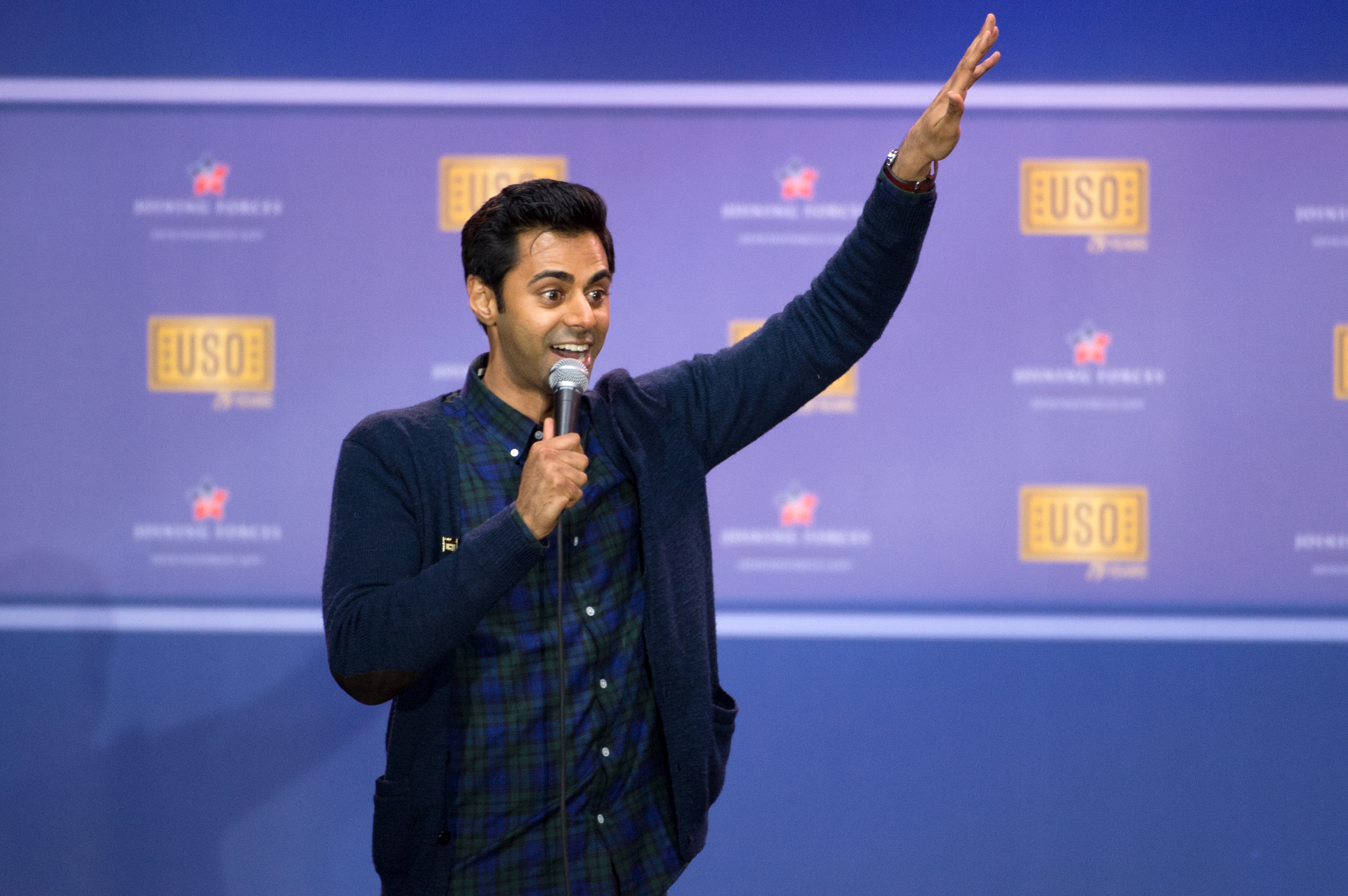
منهاج في عام 2016

في 19 نوفمبر/تشرين الثاني 2014؛ انضمّ منهاج لتقديم برنامج ذا ديلي شو جنبًا إلى جنب معَ الكوميدي الآخر جون ستيوارت. بحلول 18 يونيو/حزيران 2016؛ كانَ صيت منهاج قد ذاعَ في عالم الكوميديا في أمريكا فصارَ معروفًا لدى الجمهور خاصّةً بعدما ظهرَ في عددٍ من الأفلام ومثل لصالح مجموعة من القنوات. في 29 أبريل عام 2017؛ شاركَ منهاج في ندوة نظمتها جمعية المراسلين في البيت الأبيض وتحدث فيها عن عالم السياسة وعنِ الأحداث الجارية كما تحدث عن علاقة الرئيس الحالي بالصحافة والإعلام حيثُ انتقدَ دونالد ترامب بسبب هجومه المُتكرر على الصحافة ووصفهُ «بالكذاب الكبير».
بدأَ منهاج برنامجًا جديدًا تحتَ عنوان ملك الحفلة في تشرين الأول/أكتوبر 2015؛ وقد تطرق فيه لعددٍ من الموضوعات الرئيسيّة بما في ذلك وضعيّة المُهاجِر في الولايات المتحدة وحياة الهنود المسلمين في كاليفورنيا. بعدما بزغَ نجمهُ في عالم الكوميديا؛ تعاقدت نيتفليكس معه وبدأت في عرض برامجهِ منذ 23 مايو 2017. بحلول آذار/مارس 2018؛ أعلنت نيتفليكس أنّها ستسضيفُ برنامجًا أسبوعيًا جديدًا لحسن حملَ اسم باتريوت مع حسن منهاج ويبلغُ عدد حلقاتهِ 32 حلقة. أثار هذا البرنامجُ جدلًا كبيرًا في بداية عام 2019 وخاصة في العالم العربي بعدما حجبت نتفليكس حلقة منهُ داخل السعودية ويتعلقُ الموضوع بالحلقة التي انتقدَ فيها حسن ولي العهد السعودي الأمير محمد بن سلمان وتورطه في قضيّة مقتل جمال خاشقجي كما سخر منهاج من الحرب التي يشنّها التحالف بقيادة السعودية على اليمن وقد استجابت شبكة نتفليكس بعدما تلقت شكاوى من مسؤولين سعوديين يدّعونَ فيها أنّها تخرقُ قوانين المملكة للجرائم الإلكترونية.

## الحياة الشخصية
في كانون الثاني/يناير 2015؛ تزوّج منهاج من بينا باتل والتي كانَ قد التقى بها في جامعة كاليفورنيا في ديفيس. بينا هي طبيبة متخصصة تعملُ منذ عام 2013 مع المشردين والمرضى كما تشغل منصب مستشارة في شركة ميد أمريكيا. جديرٌ بالذكر هُنا أنّ باتل من أسرة هندوسيّة ولطالما سُئل الثنائي حولَ نمط العيش بالرغمِ من اعتناق ديانتين مُختلفتين. في الوقت الحالي؛ يعيشُ الزوجان في مدينة نيويورك، وقد حصلَا في 22 أبريل من عام 2018 على طفلتهما الأولى.

## قائمة أعماله

### في التلفزيون
| السنة      | العنوان                         | الدور            | ملاحظات                               |
| ---------- | ------------------------------- | ---------------- | ------------------------------------- |
| 2010       | واندا سايكس                     | موظف             | شارك في الحلقات من الأولى حتى الثامنة |
| 2010       | أسطورة نيل                      | لينيل            | ظهر في حلقتين فقط                     |
| 2011       | كوارث التاريخ                   | نفس الدور        | ظهرَ في 18 حلقة                        |
| 2011       | دولة جورجيا                     | سيث              | ظهرَ في 5 حلقات                        |
| 2013       | عائلة بلوث                      | طالب الطب الهندي | ظهر في حلقة واحدة                     |
| 2013       | 'جيتينج أون                     | راؤول            | ظهر في حلقة واحدة                     |
| 2013       | فيلسوفي                         | نفسه (المضيف)    | ظهر في 12 حلقة                        |
| 2014-2018  | ذا ديلي شو                      | نفسه (مراسل)     | شاركَ في 103 حلقة                      |
| 2017       | جمعية المراسلين في البيت الأبيض | نفسه (المُضيف)    |                                       |
| 2017       | حسن منهاج: العودة للوطن         | نفسه             | برنامج كامل                           |
| 2018       | بطل                             | رو               | شارك في حلقة واحدة فقط                |
| 2018–حاليًا | باتريوت مع حسن منهاج            | نفسه (المضيف)    | هوَ كاتب البرنامج ومنتجه التنفيذي      |
| 2018       | الجدول النهائي                  | ضيف              | شارك في حلقة واحدة فقط                |

2024
2024 شارك في فيلم It ends with us

## الجوائز والترشيحات
| السّنة | الجائزة                | الفئة            | العمل                   | النتيجة | المرجع |
| ----- | ---------------------- | ---------------- | ----------------------- | ------- | ------ |
| 2016  | جائزة سي دي سي         |                  |                         | فوز     | [ 31 ] |
| 2017  | جائزة اختيار المراهقين | أفضل كوميدي      |                         | رُشِّح     | [ 32 ] |
| 2018  | جائزة شورتي            | أفضل مُقدّم كوميدي | ذا ديلي شو              | رُشِّح     | [ 33 ] |
| 2018  | جائزة بيبودي           |                  | حسن منهاج: العودة للوطن | فوز     | [ 34 ] |

## وصلات خارجية
- حسن منهاج على موقع IMDb (الإنجليزية)
- حسن منهاج على موقع ديسكوغز (الإنجليزية)
- حسن منهاج على موقع قاعدة بيانات الفيلم (الإنجليزية)